# Балка Перша
Балка Перша — балка (річка) в Україні у Новоайдарському районі Луганської області. Ліва притока річки Айдару (басейн Дону).

## Опис
Довжина балки приблизно 9,08 км, найкоротша відстань між витоком і гирлом — 8,56 км, коефіцієнт звивистості річки — 1,06. На деяких ділянках балка пересихає.

## Розташування
Бере початок на південно-західній стороні від села Чистопілля. Тече переважно на північний захід через селище Новоайдар і впадає у річку Айдар, ліву притоку річки Сіверського Дінця.

## Цікаві факти
- У селищі Новоайдар балку перетинає автошлях Н21[3] (автомобільний шлях національного значення на території України, Старобільськ — Луганськ — Хрустальний — Макіївка — Донецьк. Проходить територією Луганської та Донецької областей.).
- У XX столітті на балці існували птице-тваринна ферма (ПТФ), газгольдер та газові свердловини[2].